# Glycaspis surculina
Glycaspis surculina är en insektsart som beskrevs av Moore 1985. Glycaspis surculina ingår i släktet Glycaspis och familjen rundbladloppor. Inga underarter finns listade i Catalogue of Life.